# Bernardino de Mendoza (-1587)
Bernardino de Mendoza (¿?- 4 de febrero de 1587, Toledo) fue un clérigo español de la archidiócesis de Toledo.

## Orígenes familiares
Fue uno de los hijos del matrimonio formado por Íñigo López de Mendoza, IV conde de Tendilla (que tras la muerte de su padre sería III marqués de Mondéjar), y María de Mendoza, hija de Íñigo de Mendoza y Pimentel, IV duque del Infantado. Tuvo otros hermanos y hermanas:
- Luis Hurtado de Mendoza (1543–1604), sucesor de su padre.
- Íñigo López de Mendoza y Mendoza (1546-1601), caballero de la orden de Santiago, catedrático de cánones y embajador en París y Venecia. En 1600-1601, ya viudo, ingresó en la Compañía de Jesús.
- Francisco López de Mendoza y Mendoza, (1547-1623), marqués consorte de Guadalest y almirante de Aragón.
- Enrique (1555-1590), caballero de la orden de Santiago y fallecido siendo estudiante en la universidad de Salamanca.
- Juan Hurtado de Mendoza (1555–1624), gemelo del anterior, casado con Ana de Mendoza y Enríquez de Cabrera, VI duquesa del Infantado.
- Elvira de Mendoza (1565), casada con Pedro de Toledo Osorio, V marqués de Villafranca del Bierzo.[2]
- Pedro González de Mendoza (1555-1616), caballero de la Orden de Malta y prior de Hibernia en la misma, militar.[3]
- Catalina de Mendoza, casada con Alonso de Cárdenas, conde de Puebla de Llerena.

Además, su padre tuvo una hija natural, Catalina de Mendoza (1542-1600) única mujer profesa jesuita.

## Biografía
Estudió en la Universidad de Salamanca, llegando a doctorarse en cánones, llegando a ser su rector.
Al ser nombrado su padre virrey de Nápoles, lo acompañó a esta ciudad y una vez en ella colaboraba con su padre en su acción como virrey, atendiendo, por ejemplo, a algunos carmelitas descalzos que eran alojados por el virrey en su viaje a Roma. Además, en esta época inició su carrera, siendo nombrado abad de Capua y de San Pedro de Arena.
Fue nombrado canónigo de la catedral de Toledo, en la undécima canongía, en 1578, tras la muerte de Diego de Guzmán de Silva. Posteriormente el 9 de septiembre de ese año fue nombrado dignidad de capiscol o chantre del cabildo.
En 1581 fue nombrado junto a otros canónigos por el arzobispo de Toledo, Gaspar Quiroga para la formación de un seminario diocesano de acuerdo con las disposiciones del Concilio de Trento, participando al año siguiente como representante del cabildo en el Concilio Provincial de Toledo.
Murió el 4 de febrero de 1587 en Toledo, siendo enterrado en el monasterio de San Servando situado fuera de las murallas de la ciudad.
No debe ser confundido con su pariente y homónimo Bernardino de Mendoza, que en 1501 era canónigo de Toledo y dignidad de arcediano de Guadalajara.

### Individuales
1. ↑  Galera Mendoza, Esther (30 de noviembre de 2022). «Íñigo López de Mendoza y María Rafaela Villalverche, llamada María de Mendoza: música, diplomacia y nobleza en el siglo XVI». De Arte. Revista de Historia del Arte (21): 41-66. ISSN 2444-0256. doi:10.18002/da.i21.7260. Consultado el 4 de marzo de 2024.
2. ↑  Nobleza española por Juan Miguel Soler Salcedo.
3. ↑  Quirós Rosado, Roberto. «Pedro González de Mendoza». Diccionario biográfico español. Real Academia de la Historia.
4. ↑  Santa María, Francisco (1644). Reforma de los descalços de nuestra Senora del Carmen de la primitiva observancia. Hecha por Santa Teresa de Jesus en la antiquisima religion fundada por el Gran profeta Elias. Escrita por el padre fray Francisco de Santa Maria,.... por Diego Diaz de la Carrera. p. 667. Consultado el 5 de marzo de 2024.